# Censura de Internet en Corea del Sur
La censura de Internet en Corea del Sur ha sido categorizada como "penetrante" en el área de seguridad, y también presente en el área social. Las categorías de censura incluyen "comunicación desestabilizadora", "material dañino para menores", y "pornografía y desnudez". La censura en Internet ha sido expresada por el cierre de la lucha contra el servicio militar obligatorio y sitios web homosexuales y el arresto de activistas simpatizantes con Corea del Norte. La censura tiene como objetivo particular los foros anónimos; aquellos surcoreanos que publican contenido en Internet han sido obligados por la ley a verificar su identidad con su número de identidad ciudadana durante el periodo de 2005 a 2012. Actualmente, la forma más común de censura involucra ordenar al proveedor de servicios de Internet bloquear la dirección IP de sitios web desfavorables. Una agencia del gobierno anunció la planificación de nuevos sistemas de pre-censura de material controversial en el futuro.

## Contexto
A través de la era de Internet, las políticas de censura de Internet del gobierno surcoreano han sido transformadas dramáticamente. De acuerdo con Michael Breen, la censura en Corea del Sur tiene sus raíces en la tendencia histórica del gobierno surcoreano de verse a sí mismo como "el padre benevolente de las masas".
Sin embargo, el seudonimato y anonimato ha socavado el sistema de honoríficos Coreanos y jerarquías sociales, haciendo más fácil para los surcoreanos someter a líderes políticos a la "humillación". La censura Coreana de Internet se puede desglosar en tres periodos.
En el primer periodo, de 1995 a 2002, el gobierno aprobó la Ley General de Telecomunicaciones (TBA, por sus siglas en inglés), la cual fue la primera ley de censura de Internet en el mundo. La ley creó un cuerpo llamado Comité de Ética de Comunicaciones de Internet (ICEC), el cual monitoreaba la Internet y hacía recomendaciones del contenido que debía ser removido. El ICEC perseguía enjuiciamientos criminales de aquellos que realizaban actos ilegales y bloqueaba varios sitios web extranjeros. En los primeros ocho meses del año 1996, ICEC quitó aproximadamente 220,000 mensajes de sitios de Internet.
En el segundo periodo, de 2002 a 2008, el gobierno aprobó una revisión de la legislación de la Ley General de Telecomunicaciones. Esto permitió al ICEC participar en una vigilancia más sofisticada de Internet y permitir a otras entidades burocráticas monitorear la Internet que contenga discursos ilegales o quitar sitios web que violen las leyes. Durante este tiempo, existió una unidad política para incrementar la censura extensiva de Internet con un número mayor de casos de suicidio comenzando a aumentar por rumores en línea. En 2007, más de 200,000 incidentes de ciberacoso fueron reportados.
El tercer periodo comenzó en 2008, cuando la elección presidencial de Lee Myung-bak inauguró reformas mayores en la censura en radiodifusión. En 2008, el gobierno aprobó la ley para crear una nueva agencia llamada la Comisión de Normas de Comunicación de Corea (KCSC).  La KCSC es el cuerpo de censura de Internet en Corea del Sur, reemplazando al ICEC. La KCSC fue creada para regular el contenido de Internet. El primer cambio mayor hecho por el gobierno de Lee Myung-bak fue solicitar a los sitios web con más de 100,000 visitantes al día, obligar a sus usuarios a registrar su nombre real y número de seguridad social. Un segundo cambio realizado por el gobierno fue permitir a la KCSC suspender o eliminar cualquier red que publique artículos por 30 días, tan pronto como se presente la queja. Las razones de la nueva ley fueron el combate contra el ciberacoso en Corea del Sur. Cada semana, porciones de la red coreana son quitadas por la KSCS. En 2013, alrededor de 23,000 páginas web coreanas fueron eliminadas y otras 63,000 bloqueadas por la KCSC.
El gobierno surcoreano mantiene un acercamiento de amplio alcance hacia la regulación de contenido específico en línea e impone un nivel considerable de censura en discursos relacionados con elecciones y en un gran número de sitios web que el gobierno considera subversivo o socialmente dañino. Dichas políticas son particularmente declaradas con respecto al anonimato en Internet. La Iniciativa OpenNet clasifica la Censura en Internet en Corea del Sur tanto penetrante en el área de conflicto/seguridad, como selectiva en el área social, y no encontró evidencia de filtración en las áreas de herramientas políticas y de Internet. En 2011, Corea del Sur fue incluida en la lista de Reporteros Sin Frontera de países Bajo Vigilancia Este nombramiento continuó en 2012, donde el reporte indica que la censura surcoreana es similar a la Rusia y Egipto.

## Leyes relevantes
Durante la dictadura militar de Park Chung-hee y Chun Doo-hwan (1961-1987), el discurso antigubernamental fue suprimido frecuentemente con referencia a la Ley de Seguridad Nacional (NSA, 1948) y la Ley Básica de Prensa (1980). A pesar de que la Ley Básica de Prensa fue abolida en 1987, la NSA permanece en vigor. El gobierno ha utilizado otras leyes de "eras dictatoriales" para procesar críticos en contextos contemporáneos; por ejemplo, una ley en contra de divulgar "rumores falsos" fue utilizada para presentar cargos contra de un manifestante adolescente durante la 2008 US beef protest in South Korea.
De acuerdo con la Ley de Telecomunicaciones de Negocios, tres agencias gubernamentales en Corea del Sur son responsables de la vigilancia y censura de Internet: el Comité de Regulaciones de Radiodifusión, la Korea Media Rating Board, y la Comisión de Seguridad de Internet de Corea (KISCOM, 2005). KISCOM censura la Internet por medio de obligar al proveedor de servicios de Internet bloquear el acceso a "comunicación desestabilizadora", "material dañino para menores", "difamación cibernética", "violencia sexual", "acoso cibernético" y "pornografía y desnudos". Los Reguladores han bloqueado o removido 15,000 publicaciones en 2008, y más de 53,000 en 2011.

## Censura política
La libertad para criticar líderes gubernamentales, políticas, y la milicia se limita en la medida en que "pone en peligro la seguridad nacional" o es considerada como "difamación cibernética" por los censores. El gobierno ha citado "asesinatos de personajes y suicidios provocados por insultos excesivos, [y] la divulgación de rumores falsos y difamaciones" para justificar su censura.
En mayo de 2002, KISCOM cerró el sitio web anti-servicio militar non-serviam con el argumento de que este "niega la legitimidad" de la milicia surcoreana. La Armada de la República de Corea acusó a un activista de difamación cuando este criticó los planes para construir una base naval controversial en el país.
El gobierno ha eliminado la cuenta de Twitter de un usuario que maldijo al presidente, y un juez que escribió una crítica acerca de las políticas presidenciales de censura de Internet fue despedido. En 2010, la Oficina del primer ministro autorizó la vigilancia de un civil que se burlaba del Presidente Lee Myung-bak.
En 2007, gran cantidad de blogueros fueron censurados y sus publicaciones eliminadas por la policía por expresar críticas hacia, o inclusive a favor de, candidatos presidenciales. Esto inclusive llevó a que algunos blogueros fueran arrestados por la policía. Posteriormente, en 2008, justo antes de una nueva elección presidencial, entró en vigor una nueva legislación que obligaba a todos los sitios relevantes de Internet solicitar a sus usuarios verificar su identidad. Esto se aplica a todos los usuarios que agregan contenido visible públicamente. Por ejemplo, para publicar un comentario en un artículo noticioso, se solicita un registro del usuario y la verificación de su número de identidad ciudadana. Para extranjeros que no cuentan con dichos números, se debe enviar por fax una copia de su pasaporte para que este sea verificado. A pesar de que en un principio esta ley provocó una protesta pública, para el 2008, la mayoría de los sitios más importantes, incluyendo Daum, Naver, Nate, y Yahoo Korea, hacen cumplir dicha verificación antes de que cualquier usuario pueda publicar material que puede ser visto públicamente. YouTube se negó a ajustarse a la ley, en lugar de esto optó por deshabilitar la opción de comentarios en su página Coreana.

### Debate acerca de Corea del Norte
Corea del Sur también ha prohibido por lo menos 31 sitios considerados simpatizantes con Corea del Norte a través del bloqueo IP. La mayoría de sitios web norcoreanos están alojados en el extranjero por Estados Unidos, Japón y China. Los críticos afirman que la única manera práctica de bloquear una página web es negando su Dirección IP, y ya que gran parte de los sitios norcoreanos están alojados en servidores largos junto con cientos de otros sitios, el impacto en la cantidad real de páginas bloqueadas aumenta significativamente. Se estima que más de 3,000 páginas web adicionales son inaccesibles.
En septiembre del 2004, Corea del Norte lanzó el sitio web de la Universidad Abierta de Kim Il-sung, www.ournation-school.com. Tan sólo tres días después, a los proveedores de Internet en Corea del Sur les fue ordenado, por la Agencia de Política Nacional, Servicio de Inteligencia Nacional de Corea del Sur (NIS) y el Ministerio de Información y Comunicación (MIC) bloquear conexiones a este sitio, así como a 30 otros, incluyendo Minjok Tongshin, Choson Sinbo, Chosun Music, North Korea Info Bank, DPRK Stamp y Uriminzokkiri.[cita requerida]
En septiembre de 2007, el activista del Partido Laborista Democrático, Kim Kang-pil, fue sentenciado a un año de cárcel por hablar acerca de Corea del Norte en el sitio web del partido.
En agosto del 2010, el gobierno surcoreano bloqueó una cuenta de Twitter, operada por el Norte.
En enero del 2011, un hombre surcoreano fue arrestado por alabar a Corea del Norte a través del servicio de red social.
Las políticas del presidente surcoreano Lee Myung-bak en 2011 incluyen represión en comentarios a favor de Corea del Norte en redes sociales como Facebook y Twitter. Reporteros Sin Fronteras señaló que el gobierno ha "intensificado" su campaña para censurar también material a favor de Corea del Norte.

## Desnudo y obscenidad
El Gobierno de Corea del Sur practicó la censura de contenido homosexual en sitios web desde 2001 hasta 2003, a través de su Comité de Información y Comunicaciones Éticas (정보통신윤리위원회), un órgano oficial del Ministerio de Información y Comunicación, bajo la categoría de "obscenidad y perversión"; por ejemplo, en 2001 cerró el sitio web ex-zone, un sitio acerca de problemas homosexuales.  Esta práctica se ha invertido desde entonces.
Desde el 2008, los intentos de cualquier persona para acceder a "sitios de Internet indecentes", juegos sin clasificación, pornografía, apuestas, etc., son redireccionados automáticamente a la página de advertencia que muestra "Este sitio está bloqueado legalmente por las regulaciones gubernamentales".
Los buscadores son obligados a verificar la edad para algunas palabras clave denominadas como inapropiadas para menores. Para tales palabras, la verificación de edad por medio del número de identificación nacional es obligatoria. Para extranjeros, una copia de su pasaporte debe ser enviada por fax para verificar su edad. A partir del 2008, prácticamente todas las grandes compañías de buscadores en Corea del Sur, incluyendo compañías de propiedad extranjera (e.g. Yahoo! Corea), han cumplido con esta legislación. En abril de 2009, cuando la Comisión de Comunicación ordenó que se instalara el sistema de verificación de usuarios a YouTube, Google Corea bloqueó la subida de videos de usuarios cuyo país es Corea. En septiembre del 2012, Google restableció las subidas de videos a YouTube en Corea, después de un bloqueo de tres años.
El 21 de diciembre del 2010, la Comisión de Comunicaciones de Corea anunció que se planea crear una pauta acerca del monitoreo del contenido de Internet, en caso de una situación política tensa; eliminando automáticamente cualquier mensaje antigubernamental en línea que pueda llevar a la censura de Internet.

## Crítica
La modificación de la Ley de Derechos de Autor de Corea del Sur, hecha en 2009, que introdujo la política de los tres golpes, ha generado una cantidad de críticas, incluyendo aquellas en relación con las libertades del Internet y la censura. Decenas de miles de usuarios coreanos se han desconectado del Internet después de, no tres, sino un golpe.
El 6 de septiembre de 2011, la Electronic Frontier Foundation criticó a la Comisión de Estándares de Comunicaciones de Corea por proponer la censura y restricción del blog del activista de la libre expresión en Internet, Dr. Gveong-sin Park. El ponente de la Libertad de Expresión del Consejo de Derechos Humanos de las Naciones Unidas advirtió al gobierno de Corea del Sur acerca de su censura, nada entre otras cosas, que las leyes de difamación surcoreanas son utilizadas con regularidad para castigar declaraciones "que son ciertas y de interés público".
El discurso oficial coreano acerca del material censurado, incluyendo que es "desestabilizador", "ilegal", dañino" o en relación a la "pornografía y desnudo", ha sido señalado como similar a aquel de sus contrapartes Chinas. Los críticos también afirman que el gobierno establece prohibiciones en blasfemias como "una excusa conveniente para críticas silenciosas" y discursos escalofriantes. Sin embargo, normalmente estos bloqueos que redireccionan a warning.or.kr, pueden ser evitados fácilmente por medio del uso de aplicaciones VPN. Ciertas aplicaciones del navegador también integran resistencia al bloqueo IP. [cita requerida]
El medio conservador surcoreano, leal al gobierno de Lee Myung-bak, se alega de abogar por la censura de Internet, ya que la Internet es la principal fuente de información de jóvenes surcoreanos progresivos.